# Іван Хреститель (Ермітаж)
Іван Хреститель (Ермітаж) — уславлена пам'ятка візантійського іконопису кінця 13-початку 14 ст. зі збірок музею Ермітаж.

## Опис твору
Зображення виконане на трьох поєднаних дошках, деревина — липи. Первісно ікона мала золоте тло, котре втратила після невдалих реставраційних втручань. Малі залишки колишнього золота збережені лише поверху німба та праворуч тонкою смугою. Живопис і тло були частково пошкоджені ліворуч і нині замінені на новий шар левкасу, більш товстий за первісний шар левксу і золочення. Втрачені колись кінчики пальців правої руки Івана Хрестителя відновлені. На пізньому етапі реставраційних втручань відновлювали навіть пошкоджений левкас, де додатково знайдені віск і леквас. Існує графья для втраченого колись напису з ім'ям біблійного персонажу. Не збережені і видалені колишній оклад, вінець ікони та золотий німб святого, як більш пізні додатки. Під час реставраційного видалення копоті і пізніх нашарувань фарб необережно змили частку авторського живопису на шиї та бороді. Враховуючи вік ікони, вона досить добре збережена, як і авторський живопис, мало зачеплений реставраційними втручаннями .

## Історія і побутування пам'ятки
За переказами — вивезена з монастиря на горі Афон в 19 столітті Севастьяновим П.І. 1898 року з нагоди облаштування Імператорського Російського музею імені царя Олександра III передана зі збірок Імператорської Академії мистецтв в означений музей.
Так звана соціалістична реконструкція музеїв за часів СРСР торкнулася і фондів Імператорського Ермітажу та Російського музею. Ермітаж віддав в Російський музей збірку з вісімдесяти (80) картин російських художників академічного напрямку , а Російський музей передав 1935 року в Ермітаж власні непрофільні твори мистецтва (археологічний матеріал, живопис буддизму і середньовічного Китаю, візантійські ікони і серед них — «Івана Хрестителя»).
Як то з більшістю пам'яток Візантійської імперії, невідомо, для якого саме храму первісно створили ікону. За висновками науковців, вона частина поясного деісусу. Великий розмір твору доводить, що первісно вона прикрашала вівтар, де були також Ісус Христос в центрі і ікона Богородиці ліворуч.  Тобто, це складова частина знищеного ансамблю.
Незрозуміло, де саме перебувала і сама ікона. Існують припущення, що її автором міг бути константинопольській майстер або візантійський майстер, запрошений на працю в Сербію. Серед численних зображень Івана Хрестителя 13-14 ст. є одне, де зовнішній характер образу, ракурс, риси обличчя, тривожний вираз обличчя, сповнений мучеництва,  нагадують «Івана Хрестителя» зі збірок музею Ермітаж. Це фреска вівтаря невеликої церкви св. Миколая в монастирі Студениця, Сербія.
Незвична психологічна насиченість, тривожна незаспокоєність  образа, призначеного для композиції деісуса. Предстоятелі (два чи декілька ) молять Христа за грішний народ і зазвичай упевнені в прихильності царя небесного до їх теплої молитви. Ніякої впевненості не має образ «Івана Хрестителя» зі збірок музею Ермітаж.  Виснажене обличчя аскета з різкими зморшками, очікуючий вираз обличчя, сповнений мучеництва і туги, більше нагадують образ «Івана Хрестителя, янгола пустелі». Навіть уславлені композиції деісуса в мозаїках Софії Константинопольської — помітно менш експресивні і не такі драматичні.
Ще більше питань до використаних фарб. Святий одягнений в розкішний червоний одяг, виблискуючий золотим асистом. Використання золотого асисту було привілеєм лише надто обмеженого кола біблійних персонажів, серед них сам Христос, янголи, іноді Богородиця. Відомі лише поодинокі зразки трьох фігур деісуса, прикрашені золотим асистом ( візантійська ікона з монастиря на горі Синай ). Коштовний одяг Івана Хрестителя прикриває плащ чорного кольору, також досить незвичний для візантійського іконопису.
Звідси ще одне припущення, що ікону створив майстер з християнського Сходу, знайомий зі знахідками столичної, константинопольської школи живопису.